# Borrelho-de-java
Borrelho-javanês ou borrelho-de-java (Anarhynchus javanicus) é uma espécie de ave da família Charadriidae. Esta ave é endémica da Indonésia e seus habitats naturais são: costas arenosas e zonas intertidais. Está ameaçada por perda de habitat.